# Meister der Legendenszenen
Als Meister der Legendenszenen wird ein spätgotischer Maler aus dem Wien des frühen 16. Jahrhunderts bezeichnet.
Der namentlich nicht bekannte Künstler erhielt seinen Notnamen nach seinem Bild zur Legende der Heiligen Cosmas und Damian. Das zwischen 1500 und 1520 entstandene Bild wird auch Wunderbare Beinheilung durch die Hll. Cosmas und Damian genannt und ist seit 1953 im Belvedere in Wien. Einige weitere Legendenszenen in Wien, Graz, München und Klosterneuburg stammen eventuell auch aus der Hand des Meisters. Eine Abgrenzung einiger der dem Meister der Legendenszenen zugeordneten Werke zum Werk des Meisters der Wunder von Mariazell ist allerdings nicht immer sicher möglich.
Der Meister der Legendenszenen war eventuell ein früher Schüler des Lucas Cranach und weiters von Albrecht Altdorfer und Joerg Breu beeinflusst.